# Халл Сити
«Халл Си́ти» (полное название — Клуб ассоциации футбола «Халл Сити»; англ. Hull City Association Football Club, английское произношение: [hʌl 'sɪtɪ ə'səusɪ'eɪʃn 'futbɔ:l klʌb]) — английский профессиональный футбольный клуб из города Кингстон-апон-Халл, графство Ист-Райдинг-оф-Йоркшир. Был основан в 1904 году.
Домашним стадионом клуба с 2002 года является «МКМ», до 2002 года команда выступала на стадионе «Бутферри Парк» (Boothferry Park) (в начале своей истории играла на стадионе The Boulevard, затем на Anlaby Road). Традиционные цвета команды — чёрно-янтарные с вертикальными полосами, откуда и появилось прозвище команды — «тигры». Талисманом клуба является Рычащий Тигр (англ. Roary The Tiger).
С сезона 2021/22 выступает в Чемпионшипе, втором по значимости дивизионе в системе футбольных лиг Англии.

## История

### Первая половина XX века
Футбольный клуб в городе Кингстон-апон-Халл был образован в 1904 году, довольно поздно в сравнении с другими британскими клубами. До этого попытки создать футбольный клуб были неудачными, так как в Халле была слишком велика популярность регби («Халл» и «Халл КР» по сей день считаются одними из лучших регбийных клубов в мире). 1 сентября, в год основания, клуб провёл в присутствии 6 тыс. зрителей свой первый матч, сыграв вничью с «Ноттс Каунти» (матч закончился со счётом 2:2). В сезоне 1904/05 команда не успела заявиться в английскую футбольную лигу, однако за год провела 44 товарищеских встречи, что позволило набрать хорошую игровую форму. Это позволило «Халлу», в следующем сезоне, занять пятое место во Втором дивизионе. На протяжении нескольких лет клуб демонстрировал отличную игру, а в сезоне 1909/10 команда почти попала в высший дивизион («Халл» уступил место в турнирной таблице «Олдем Атлетик» из-за разницы забитых и пропущенных мячей).
В 1930 году команда дошла до полуфинала Кубка Англии, это стало наивысшим кубковым достижением клуба на многие десятилетия. По пути к полуфиналу «Халл» выбил из турнира «Лидс Юнайтед», «Блэкпул», «Плимут Аргайл», «Манчестер Сити» и «Ньюкасл Юнайтед». В полуфинале команда встретилась с «Арсеналом», матч завершился вничью 2:2, а в переигровке сильнее оказались лондонцы, выиграв со счётом 1:0.

### Вторая половина XX века
На протяжении многих десятилетий «Халл» постоянно перемещался между дивизионами, то выступая во втором, то вылетая в четвёртый. В 1970 году клуб принимал участие в розыгрыше Кубка Уотни, но проиграл в серии послематчевых пенальти будущему финалисту турнира «Манчестер Юнайтед» (решающий пенальти забил знаменитый выходец из Северной Ирландии Джордж Бест).
В середине 90-х годов клуб оказался на дне английского профессионального футбола, в ноябре 1998 года «Халл» занимал последнее место в турнирной таблице четвёртого дивизиона. Руководство уволило главного тренера Марка Хейтли, а на его место пригласили Уоррена Джойса, которому удалось спасти команду. Впоследствии Джойс стал одним из самых любимых персонажей в истории клуба.

### Начало XXI века
В 2001 году у клуба сменился президент, им стал бывший коммерческий директор «Лидса» Адам Пирсон. Ему впоследствии удалось справиться с тяжёлым финансовым положением клуба, после чего у команды начался подъём. В команду был приглашён новый главный тренер Питер Тейлор, который сменил неудачливых Брайана Литтла и Яна Мёльбю. Под руководством Тэйлора в сезоне 2003/04 «Халл» стал вторым в четвёртом дивизионе, а следом в сезоне 2004/05 клуб занял то же место, но уже в третьем. В сезоне 2005/06 клуб выступал в Чемпионате Футбольной лиги, заняв по итогам чемпионата 18-е место. В середине 2006 года Тэйлор ушёл в отставку, а на его место пришёл Фил Паркинсон, но он не долго занимал пост главного тренера и ему на смену пришёл Фил Браун. Брауну удалось вывести команду из опасной зоны в турнирной таблице («Халл» в итоге финишировал 21-м). В середине 2007 года Адам Пирсон продал клуб консорциуму под руководством Пола Даффена, официально заявив, что он уже сделал всё, что мог. Смена руководства пошла клубу на пользу и в сезоне 2007/08 «Халл» занял 3-е место, что дало команде право выступать в плей-офф за выход в Премьер-лигу. В турнире клуб одолел «Уотфорд» и «Бристоль Сити» (единственный гол в финале на легендарном «Уэмбли» забил местный любимец Дин Уиндасс), тем самым впервые в своей истории завоевал путёвку в элитный английский дивизион. В своём дебютном среди элиты сезоне 2008/09 команда, которую считали слабейшей, опровергла пессимистические прогнозы (серия удачных матчей, включая выездные победы над «Тоттенхэм Хотспур» и «Арсеналом», позволила клубу к середине октября занимать третье место в турнирной таблице), а по итогам сезона «Халл» занял 17-е место, что давало право остаться в Премьер-лиге. Однако чудом удержавшись на краю пропасти, клуб не сделал выводов. В следующем сезоне 2009/10 «тигры», за тур до окончания чемпионата (после гостевой ничьей с «Уиган Атлетик» 2:2), потерял шансы на сохранение прописки в Премьер-лиге.
29 июня 2010 года руководство клуба заменило Фила Брауна, которому команда была обязана выходом в элиту английского футбола, на Найджела Пирсона. В ноябре 2010 года была завершена процедура продажи клуба новым владельцам — местным братьям-бизнесменам Ассаму и Эхабу Алламам. Новыми владельцами была поставлена задача по снижению зарплатной ведомости клуба, которая на тот момент составляла 39 млн фунтов. Однако Пирсону все же удалось сделать ряд важных приобретений.
На 12 марта 2011 года был установлен клубный рекорд — 14 выездных матчей без поражений. Предыдущий держался 50 лет. 15 ноября 2011 года Найджел Пирсон покинул свой пост, уйдя в свой бывший клуб «Лестер Сити», а его место занял Ник Бармби. В этом сезоне «Халл» занял 8-е место в Чемпионшипе. По его окончании владельцы уволили председателя Адама Пирсона и Ника Бармби. 8 июня главным тренером стал Стив Брюс. На протяжении всего сезона 2012/13 команда держалась в шестёрке сильнейших, ближе к финишу занимала второе место, и благодаря драматичной концовке матча с «Кардифф Сити» смогла напрямую выйти в Премьер-лигу.
5 июня 2017 года газета Mirror сообщила о том, что команду в качестве тренера возглавит специалист Леонид Слуцкий.

### Ребрендинг клуба

Логотип клуба в 1998—2014 годах

В августе 2013 года владелец клуба Ассем Аллам объявил, что хочет изменить название клуба на «Халл Сити Тайгерз» для внутреннего болельщика и «Халл Тайгерз» для всего остального мира. Аллам сказал, что слово «Сити» есть у множества других команд, и по его мнению «Тайгерз» поможет клубу выделиться и завоевать тем самым новых поклонников. Реакция болельщиков в основном оказалась неудовлетворительной. Премьер-лига не приняла данные изменения, так как не была проинформирована о них в срок. Перед первым домашним матчем сезона 2013/2014 группа болельщиков устроила марш протеста против смены имени, а также развернула баннер с надписью: «АФК Халл Сити: клуб — не бренд». Аллам отклонил жалобы болельщиков, сказав, что будет сам принимать решения, касающиеся его бизнеса.
11 декабря 2013 года пресс-секретарь «Халла» сообщил, что клуб обратился в ФА с просьбой о смене имени на «Халл Тайгерз» начиная с сезона 2014/2015. В апреле 2014 года клуб провёл голосование среди владельцев абонементов. Из 15033 владельцев в голосовании приняли участие 5874 человека. Голоса распределились следующим образом: 2565 человек — за изменения, 2517 человек — против, 792 человека — «не слишком обеспокоены» изменениями.
9 апреля 2014 года совет ФА объявил, что отклонил заявку клуба о смене имени. За данное решение было отдано 63,5 % голосов членов совета. 11 сентября 2014 года Аллам сообщил, что клуб подал апелляцию в Арбитражный суд по спорту. Также он объявил о выставлении клуба на продажу в связи с решением ФА отклонить заявку. В октябре 2014 года бизнесмен сказал, что не будет вкладывать свои деньги в клуб, если ему не разрешат сменить название.

## Тренерский штаб
- Лиам Росеньор — главный тренер
- Пэт Маунтин — тренер вратарей.
- Колин Мерфи — директор по развитию.
- Тревор Морган — тренер молодёжи.
- Билли Рассел — руководитель юношей.
- Нил Манн — специалист по подбору молодёжи.
- Джон Дэвис — директор центра подготовки молодёжи.
- Саймон Молтби — главный физиотерапевт.
- Лайам Макгарри — второй физиотерапевт.
- Марк Нести — спортивный психолог.
- Барри Лоу — заведующий снаряжением.
- Боб Шоу — глава скаутской службы.

## Символика
Домашняя форма
| 2008/09 | 2009/10 | 2010/11 | 2011/12 | 2012/13 | 2013/14 | 2014/15 | 2015/16 | 2016/17 | 2017/18 | 2018/19 |  |
| 2019/20 | 2020/21 | 2021/22 | 2022/23 | 2023/24 | 2024/25 |         |         |         |         |         |  |

Выездная форма
| 2008/09 | 2009/10 | 2010/11 | 2011/12 | 2012/13 | 2013/14 | 2014/15 | 2015/16 | 2016/17 | 2017/18 | 2018/19 |  |
| 2019/20 | 2020/21 | 2021/22 | 2022/23 | 2023/24 | 2024/25 |         |         |         |         |         |  |

Резервная форма
| 2014/15 | 2015/16 | 2016/17 | 2017/18 | 2018/19 | 2019/20 | 2020/21 | 2021/22 | 2022/23 | 2023/24 | 2024/25 |

Источники:
- Hull City AFC. www.colours-of-football.com. Дата обращения: 3 сентября 2023. Архивировано 3 сентября 2023 года.
- Fulham Kit History (англ.). Football Kit Archive. Дата обращения: 3 сентября 2023. Архивировано 13 августа 2023 года.

## Игрок сезона

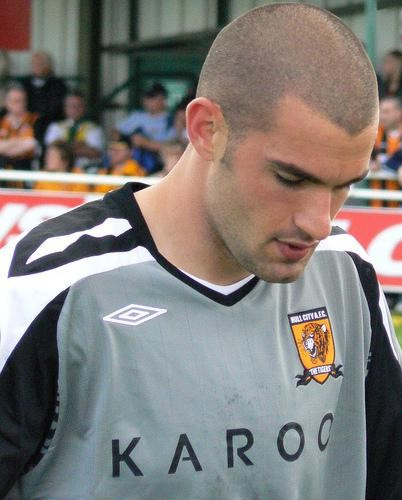
Боаз Майхилл, игрок сезона 2005/06

| Сезон   | Победитель        |
| ------- | ----------------- |
| 2000/01 | Иан Гудисон       |
| 2001/02 | Гари Александр    |
| 2002/03 | Стюарт Эллиотт    |
| 2003/04 | Деймиен Делейни   |
| 2004/05 | Стюарт Эллиотт    |
| 2005/06 | Боаз Майхилл      |
| 2006/07 | Энди Доусон       |
| 2007/08 | Майкл Тернер      |
| 2008/09 | Майкл Тернер      |
| 2009/10 | Стивен Хант       |
| 2010/11 | Энтони Джеррард   |
| 2011/12 | Роберт Корен      |
| 2012/13 | Ахмед Эльмохамади |
| 2013/14 | Кертис Дэвис      |
| 2014/15 | Майкл Доусон      |
| 2015/16 | Абель Эрнандес    |
| 2016/17 | Сэм Клукас        |

## Достижения
| Достижение                                      | Годы             |
| ----------------------------------------------- | ---------------- |
| Вице-чемпион Чемпионшипа Футбольной лиги        | 2012/13          |
| Победитель плей-офф Чемпионшипа Футбольной лиги | 2007/08, 2015/16 |
| Вице-чемпион Футбольной лиги 1                  | 2004/05          |
| Чемпион Третьего дивизиона                      | 1965/66, 2020/21 |
| Вице-чемпион Третьего дивизиона                 | 2003/04          |
| Вице-чемпион Четвёртого дивизиона               | 1982/83          |
| Полуфиналист Кубка Англии                       | 1929/30          |
| Финалист Кубка Англии                           | 2013/14          |
| Финалист Кубка Уотни                            | 1973             |